# Gheorghe Rădulescu (Radsportler)
Gheorghe Rădulescu (auch Gheorghe Serban-Rădulescu, * 28. Februar 1937 in Arad) ist ein ehemaliger rumänischer Radrennfahrer.

## Sportliche Laufbahn
1959 wurde er beim Sieg von Ion Cosma Dritter der Rumänien-Rundfahrt, ebenso wie 1961, als wiederum Cosma gewonnen hatte. An der Internationalen Friedensfahrt nahm Rădulescu sechsmal teil. Sein bestes Resultat erzielte er 1958 als er den 22. Platz belegte. 1957 gewann er die nationale Meisterschaft im Straßenrennen.